# Краснушкин, Пётр Евгеньевич
Пётр Евге́ньевич Красну́шкин (1913—1983) — советский физик, доктор физико-математических наук, профессор кафедры колебаний МГУ им. М. В. Ломоносова, специалист в области радиофизики, теории колебаний.

## Биография
Родился 27 апреля 1913 в Москве в семье психиатров Краснушкиных — Евгения Константиновича и Марты Абрамовны.
В 1935 году окончил с отличием физический факультет МГУ.
Тема кандидатской диссертации «Теория ультраакустического интерферометра. Неоднородные волны в трубах» (1940).
В годы Великой Отечественной войны Краснушкин входил в группу физиков МГУ, ведущих разработку методов радиолокации, созданную в октябре 1941 года и возглавляемую профессором С. Э. Хайкиным.
Тема докторской диссертации «Метод нормальных волн в применении к волноводам и их алгебраическим прообразам» (1946).
Профессор кафедры колебаний физического факультета (1947—1951).
В 1940-50 г.г., работая в НИИ-88, а затем в Институте математики АН СССР, создал теоретическую основу для качественной синхронизации в СДВ диапазоне радиоволн (синхронизации на расстояниях порядка 10 тыс. км с погрешностью 10 мкс).
Читал лекции по распространению радиоволн в канализирующих структурах и в околоземном пространстве.

## Научные интересы
Изучение распространения электромагнитных волн в волноводах и в пространстве вокруг Земли.
Предложил метод «нормальных волн», который стал применяться в акустике, радиофизике, сейсмологии. С помощью этого метода предсказал волноводные каналы в тропосфере, обнаруженные затем экспериментально учеными США, в частности, теоретически установил возможность распространения радиоволн УКВ-диапазона по тропосферному волноводу в 1943 году. Дальнейшее развитие этот вопрос получил в трудах академика В. А. Фока.
Предсказал рикошетирующее распространение радиоволн в ближнем космосе, подтвержденное после создания ИСЗ.
Создал основы теории сверхдлинных волн, решив задачу распространения радиоволн вокруг земли с учётом геофизических факторов, магнитного поля Земли, неоднородности распределения ионизации по высоте.

## Награды
- Медаль «За доблестный труд в Великой Отечественной войне 1941—1945 гг.» (1946).
- Премия имени М. В. Ломоносова за работу «Метод нормальных волн в применении к волноводам» (1946)[3].

## Публикации
- П. Е. Краснушкин, Метод нормальных волн в применении к проблеме дальних радиосвязей" (1947).
- П. Е. Краснушкин, Е. Р. Мустель, О прилипании электромагнитных волн к вогнутой металлической поверхности, ДАН СССР, 1946, 54(3), 211—214.
- П. Е. Краснушкин Проблема распространения длинных и сверхдлинных радиоволн вокруг Земли и нижние слои ионосферы (C, D, E) в свете теории информации // ДАН. 1961. Т. 139, № 1. С.67-70.
- П. Е. Краснушкин, Н. А. Яблочкин, Теория распространения сверхдлинных волн. 2-е изд. (Изд. ВЦ АН СССР.) М.: 1963.
- С. П. Ломнев, П. Е. Краснушкин, Методы расчёта ячеистого волновода // Радиотехника и электроника. 1966. Т. 11, № 6. С.1051-1065.
- Г. И. Веселов, П. Е. Краснушкин, О дисперсионных свойствах двухслойного экранированного круглого волновода и комплексных волнах в нём, ДАН СССР, 1981, 260(3), 576—579.
- П. Е. Краснушкин, Томографические методы исследования распространения коротких волн вокруг Земли. Докл. АН СССР, 1981а, т. 257, № 5, 1099—1102.
- П. Е. Краснушкин, Определение планетарного распределения параметров дальнего распространения КВ по наклонному зондированию томографическим методом. Геомагнетизм и аэрономия, 1981б, т. 21, № 6, 1133—1135.
- П. Е. Краснушкин, О дальнем и сверхдальнем распространении коротких волн // Радио. 1982. № 3.